# Гай Лутаций Катул
Гай Лутаций Катул (на латински: Gaius Lutatius Catulus) e политик и военачалник на Римската република от 3 век пр.н.е., по време на Първата пуническа война.

## Биография
Катул произлиза от фамилията Лутации. Той е вероятно баща на Квинт (Гай) Лутаций Катул (консул 220 пр.н.е.) и брат на Квинт Лутаций Церкон (консул 241 и цензор през 236 пр.н.е.).
През 242 пр.н.е. е избран като homo novus за консул, заедно с Авъл Постумий Албин. С новопостроените кораби се бие против картагенците, побеждава ги в битката при Егадските острови на 10 март 241 пр.н.е., и сключва мирен договор с тях. Чества триумф и построява от благодарност храм на Ютурна на Марсово поле на днешния площад Ларго ди Торе Аргентина.
Гай Лутаций Катул е главен герой в романа на финския писател Юка М. Хейкиле „Мериконсули“.